# Ernst August Oeding
Ernst August Oeding (* 14. August 1896; † 6. April 1976 in Braunschweig) war ein deutscher Druckereibesitzer und Verleger.

## Leben
Oeding stammte aus einer Buchdruckerfamilie. Sein Großvater Friedrich Martin Meinicke hatte 1840 die 1797 von Karl Reichard in Braunschweig gegründete Buchdruckerei erworben. Sein Vater Hans Oeding trat 1881 in die Firma ein, die er seit 1883 unter seinem Namen führte. Ernst August Oeding studierte Philologie und absolvierte anschließend eine Ausbildung zum Schriftsetzermeister am Technikum in Leipzig. Im Jahre 1922 trat er gemeinsam mit seinen beiden Brüdern in den väterlichen Betrieb ein. Die während des Zweiten Weltkriegs zerstörte Druckerei wurde von 1948 bis 1955 wieder aufgebaut, mit modernen Maschinen ausgestattet und um einen Verlag ergänzt. Oeding wurde 1955 alleiniger Inhaber der Oeding Druck und Verlag GmbH. Das Unternehmen wurde in der Region Braunschweig bekannt durch die Mitherausgabe des Örtlichen Fernsprechbuchs, des Heimatboten des Landkreises Braunschweig sowie des jährlich erscheinenden Braunschweig-Führers für Stadt und Umgebung. Neben dem Hauptsitz Braunschweig wurden Zweigbetriebe in Hannover und Schöppenstedt eingerichtet.
Oeding war in verschiedenen Verbänden, teilweise ehrenamtlich, tätig. Er war Vorsitzender des Lehrlingsprüfungsausschusses und der Meister-Prüfungskommission des graphischen Gewerbes. Er war bis 1944 Vizepräsident der IHK Braunschweig. Oeding starb 1976 in Braunschweig. Er wurde auf dem dortigen Hauptfriedhof bestattet.